# 笑傲江湖 (1990年電影)
《笑傲江湖》（英語：Swordsman）是一部於1990年上映的香港武俠片，由胡金銓執導，徐克監製，許冠傑、葉童、張學友、張敏、袁潔瑩主演，改編自金庸武俠小說《笑傲江湖》。本片榮獲第27屆金馬獎最佳男配角（張學友）、最佳電影插曲以及第10屆香港電影金像獎最佳動作指導、最佳電影歌曲。

## 劇情
锦衣卫林鎮南盗走大内至高無上武學《葵花寶典》，东厂大太監古金福带队出京，截殺林鎮南、林平之父子。林氏父子分頭逃命，左冷禪殺至，林鎮南遇見令狐沖及岳靈珊，臨死托言，請令狐沖轉告林平之的林家宝物（《葵花寶典》）所在。令狐沖及岳靈珊逃去，想与华山派会合，巧遇順風堂堂主劉正風金盆洗手，欲与魔教长老曲洋一同退出江湖，东厂鹰犬左冷禪殺到，欲抓令狐冲和曲洋，四人驾船逃走，在船上劉正風与曲洋感情萬千，鼓琴彈劍，奏出一曲笑傲江湖。左冷禪驾船追来，最终四人逃走，但搏斗中劉正風及曲洋身负重傷，生命垂危，临死前以琴及笑傲江湖琴譜相贈令狐冲。在路上令狐冲偶遇风清扬，得传独孤九剑，躲过追杀。林平之被杀，古金福的手下欧阳全冒名林平之混入华山派的队伍，并套取了林家宝物的下落，给令狐冲送去毒酒。令狐冲被日月神教的任盈盈和蓝凤凰所救，大家联手消灭了追杀而来的左冷禪。此时，华山派岳不群一行来到林家，和东厂的人勾心斗角，双方各怀鬼胎，都想强占《葵花宝典》。令狐冲、任盈盈和蓝凤凰也赶到，最后众人联手消灭古金福，令狐冲识破岳不群的伪装，終以絕世劍法獨孤九劍击败岳不群，与岳灵珊、任盈盈和蓝凤凰一起浪迹天涯。

## 演員
| 演員   | 角色   | 粵語配音            | 關係／備註/人物介紹 |
| 許冠傑 | 令狐沖 | 許冠傑              | 華山派大弟子 胡金銓屬意由許冠傑飾演 |
| 葉童   | 岳靈珊 | 葉童                | 岳不群的女儿 胡金銓原屬意由張曼玉飾演，因參演《流金歲月》而遭徐克撤換 |
| 張學友 | 歐陽全 | 朱子聰              | 冒充林平之 東廠錦衣衛手領 神宗皇帝之手領的守護王 古今福的手下 神似林平之 因反前和林平之長的很像又分不出來 大結局，令狐沖賞賜予他林平之，並正式封為華山派弟子。 胡金銓原屬意由李志希飾演，後因片酬問題被撤換 |
| 張敏   | 任盈盈 |                     | 原本由葉蒨文飾演，且已拍攝部分戲份，1989年4月葉宣布到紅館開演唱會，遂從向華強借調張敏參演，至於已拍攝片段則全被刪剪。                                                                                       |
| 袁潔瑩 | 藍鳳凰 |                     | 苗族日月神教下屬 接替因拍攝台灣電影《七匹狼2》而辭演的金玉嵐。 |
| 劉兆銘 | 岳不群 | 陳欣                | 華山派掌門 片末被令狐沖斷筋脈。 胡金銓原屬意由狄龍參演，後輾轉改由劉兆銘飾演 |
| 元華   | 左冷禪 | 張炳強              | 五嶽盟主 後被令狐沖和任盈盈用野蜂包圍鞭子殺死。 |
| 林正英 | 曲洋   | 源家祥 張偉文（唱） | 日月神教長老 |
| 午馬   | 劉正風 | 金貴 黃霑（唱）     | 順風堂堂主 |
| 劉洵   | 古金福 | 許芬                | 東廠廠公 後被錦衣衛歐陽全(林平之)殺死。 |
| 张明敏 | 陆大友 | 翟耀輝              | 華山派弟子 |
| 金山   | 林鎮南 | 石景初              | |
| 韓英傑 | 風清揚 | 賈鳳梧              | |

## 製作
電影於1988年年底在台灣開機。本片本來只有胡金銓一位導演，徐克原担任幕後軍師，負責訂定全片的風格；後來胡金銓因為概念問題退出劇組，後續遂由徐克、程小東、李惠民、金揚樺和許鞍華充當導演。胡金銓在台灣拍攝的戲份被大幅度刪剪，演員陣容亦數度變更，最終在1989年10月才殺青。

## 電影歌曲
| 曲別   | 歌名           | 語言 | 演唱者               |
| 主題曲 | 《滄海一聲笑》 | 粵語 | 黃霑、許冠傑、張偉文 |
| 主題曲 | 《滄海一聲笑》 | 國語 | 黃霑、羅大佑、徐克   |

電影歌曲	'笑傲江湖' / 原作音樂, 戴樂民 (CASH), 黃霑 (CASH) ; 編樂, 戴樂民 (CASH) ; 混音, 郭榮基 ; 錄音室, Musicad 妙極音樂.
'滄海一聲笑' / 作曲, 黃霑 ; 填詞, 黃霑 ; 編樂, 顧嘉煇 (CASH) ; 主唱, 許冠傑 ; 合唱, 許冠傑, 黃霑, 張偉文 ; 提供, 寶麗金唱片有限公司. 主題曲.

## 獎項
| 年份 | 頒獎典禮             | 獎項         | 名單                                              | 結果 |
| ---- | -------------------- | ------------ | ------------------------------------------------- | ---- |
| 1990 | 第27屆金馬獎         | 最佳劇情片   |                                                   | 提名 |
| 1990 | 第27屆金馬獎         | 最佳男配角   | 張學友                                            | 獲獎 |
| 1990 | 第27屆金馬獎         | 最佳改編劇本 | 關文亮、黃鷹、林紀陶、劉大木、梁耀明、戴富浩      | 提名 |
| 1990 | 第27屆金馬獎         | 最佳攝影     | 林國華、鮑起鳴                                    | 提名 |
| 1990 | 第27屆金馬獎         | 最佳美術設計 | 梁華生                                            | 提名 |
| 1990 | 第27屆金馬獎         | 最佳造型設計 | 吳寶玲、張西美                                    | 提名 |
| 1990 | 第27屆金馬獎         | 最佳剪輯     | 胡大為、麥子善                                    | 提名 |
| 1990 | 第27屆金馬獎         | 最佳電影插曲 | 黃霑                                              | 獲獎 |
| 1991 | 第10屆香港電影金像獎 | 最佳男配角   | 張學友                                            | 提名 |
| 1991 | 第10屆香港電影金像獎 | 最佳男配角   | 劉洵                                              | 提名 |
| 1991 | 第10屆香港電影金像獎 | 最佳剪接     | 胡大為、麥子善                                    | 提名 |
| 1991 | 第10屆香港電影金像獎 | 最佳美術指導 | 梁華生                                            | 提名 |
| 1991 | 第10屆香港電影金像獎 | 最佳動作指導 | 程小東                                            | 獲獎 |
| 1991 | 第10屆香港電影金像獎 | 最佳電影配樂 | 黃霑、戴樂民                                      | 提名 |
| 1991 | 第10屆香港電影金像獎 | 最佳電影歌曲 | 〈滄海一聲笑〉 主唱：許冠傑 作曲：黃霑 填詞：黃霑 | 獲獎 |

## 與小說版的差異
- 原作中令狐冲暗戀師妹岳靈珊，但電影中顛倒。
- 原作中江湖中人無論正邪均不屑為朝廷賣命，故事中亦絕少有朝廷中人出現。且無明示朝代，因作者原意為此故事在任何朝代均可發生。
- 原作中林震南是大鑣局的總鑣頭，电影中是锦衣卫。
- 原作中林平之有很多故事，但電影中直接被杀死，多数戏份由欧阳全冒名顶替。
- 原作中並未有廠公、錦衣衛設置。僅撰寫《葵花寶典》的前朝太監。
- 原作中左冷禪乃五嶽劍派（嵩山、華山、衡山、泰山及恆山五派）中嵩山派的掌門及五派盟主，並非自封。其野心想稱霸武林，是以處心積慮將五派合併成一個如少林武當般的大派五嶽派，而岳不群則於併派當日與其爭奪五嶽派的新掌門之位。且其並非死於藍鳳凰之手。
- 原作中任盈盈是任我行的女儿，藍鳳凰是五毒教教主。电影中任我行没有出现，任盈盈是苗族日月神教领袖，蓝凤凰是她的手下。
- 原作中笑傲江湖只有曲譜但無歌詞，且令狐沖遇見曲劉二人合奏時自己並不懂音律。
- 原作中劉正風並非順風堂堂主，而是衡山派內第二號人物，劍法僅次於掌門也是其大師兄的莫大先生，且原作中並無順風堂。
- 原作中獨孤九劍是金庸武俠世界裡只聞其名不見其人，真正唯一無敵於天下的絕世高手「劍魔獨孤求敗」所創制，共有九式，除了第一式「總訣式」為入門口訣，亦為其後八式的變化總要。而其後八式則是用來破解天下諸般武功，分別是「破劍式」、「破刀式」、「破槍式」、「破索式」、「破鞭式」、「破掌式」、「破箭式」及「破氣式」，其關鍵在於找到对方招式中的破綻，因其是以無招勝有招，所以沒有固定招式。電影中的獨孤九劍被改為敗中求勝的九种招式：盪劍式、浪劍式、落劍式、撩劍式、挫劍式及離劍式等。

## 節目變遷
| 香港 ViuTV 星期六20:30-23:15節目 | 香港 ViuTV 星期六20:30-23:15節目                                 | 香港 ViuTV 星期六20:30-23:15節目 |
| -------------------------------- | ---------------------------------------------------------------- | -------------------------------- |
|                                  | （亞洲聯合財務YES UA呈獻：週六好戲勢) 笑傲江湖 （2021年4月24日） |                                  |
| 妳想生活 (2021年4月24日)         | 起底事務所 （2021年4月24日）                                     |                                  |

## 外部連結
- 香港影庫上《笑傲江湖》的資料（繁體中文）
- 開眼電影網上《笑傲江湖》的資料（繁體中文）
- 豆瓣电影上《笑傲江湖》的資料 （简体中文）
- 时光网上《笑傲江湖》的資料（简体中文）
- AllMovie上《笑傲江湖》的资料（英文）
- 爛番茄上《笑傲江湖》的資料（英文）
- 互联网电影数据库（IMDb）上《笑傲江湖》的资料（英文）